# Роджер Мур
Сер Роджер Джордж Мур (англ. Roger Moore; 14 жовтня 1927, Стоквелл, Лондон, Велика Британія — 23 травня 2017, Швейцарія) — англійський актор, благодійник і філантроп, найбільш відомий роллю Джеймса Бонда у фільмах «Живи та дай померти», «Чоловік із золотим пістолетом», «Шпигун, який мене кохав», «Місячний гонщик», «Тільки для ваших очей», «Восьминіжка» та «Вид на вбивство».

## Життєпис
Роджер Мур народився 14 жовтня 1927 року у місті Лондон, у сім'ї поліцейського Джорджа і домогосподарки Ліліан. Після навчання у школі він вступив до коледжу Гілд Бед, який входить до складу Даремського університету. Після завершення війни був призваний у національну службу, де його призначили офіцером, хоч згодом він дослужився до звання капітана. Службу Роджер проходив в Службі постачання і транспорту британської армії, а також командував невеликою військовою частиною в Західній Німеччині.

### Навчання
Роджер Мур навчався у Королівській академії драматичних мистецтв, де його помітив відомий на той час режисер Браян Херст.

## Кар'єра

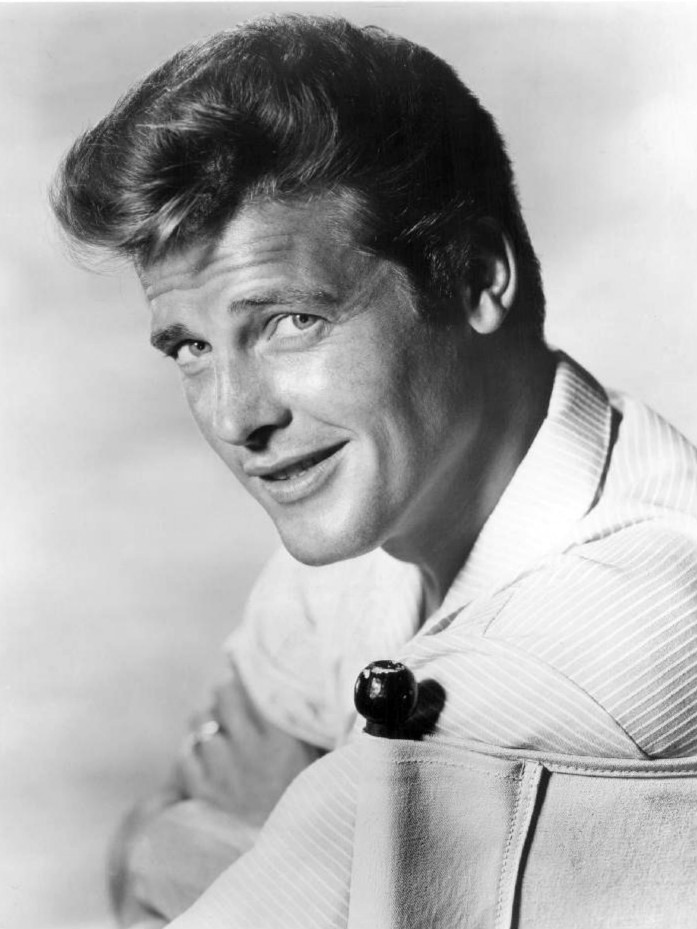
Роджер Мур у ролі Бо Маверіка (серіал Маверік 1960)

Першими ролями Мура були незначні епізоди як слуг, офіціантів та солдат. Також він знімався у журналах мод, стажувався як художник-мультиплікатор, знімався у рекламі. Він завжди захоплювався творчістю Стюарта Грейнджера і завдяки збігу обставин отримав шанс працювати з кумиром, знявшись разом із ним у фільмі «Цезар і Клеопатра». У 1950 році він підписав контракт із Metro-Goldwyn-Mayer.
Першу значну роль він отримав у фільмі 1954 року «Останній раз, коли я бачив Париж», після чого за ним закріпилось амплуа авантюрного героя. Проте успіх до нього прийшов лише після зйомок у серіалах «Святий» (1967—1969), який базувався на романах Леслі Чартеріса, та «Майстри умовлянь» (1971—1972).

### «Святий»
Зазнавши чергових невдач у кіноіндустрії, Роджер Мур вирішив зніматися на телебаченні. Згодом він з'явився у деяких серіалах, проте всесвітню популярність актор отримав після зйомок у серіалі «Святий» (англ. «The Saint»). У одному із своїх інтерв'ю він навіть зазначив, що із задоволенням перекупив би права на нього, якби мав достатньо коштів. Серіал став надзвичайно успішним у Великій Британії, а згодом права на нього перекупили телекомпанії з інших країн, що зробило Мура всесвітньо популярним. Серіал став найдовшим багатосерійним фільмом за всю історію англійського телебачення — він складався з шести частин, які знімалися у період з 1962 по 1969 рік.
Проте Роджер вирішив покинути проєкт і повернувся на широкі екрани — у 1969 році він знявся у фільмі «Перехрестна змова», а у 1970 у фільмі «Людина, яка ловила сама себе», який, на думку багатьох критиків, є одним з найкращих фільмів актора.

### «The Persuaders!»
«Майстри умовлянь», або по іншому «Місія в Монте-Карло» (рос. версія «Сыщики — любители экстра-класса») — ще один успішний проєкт, у якому брав участь Роджер Мур. Він вийшов у 1971 році, отримавши шалену популярність у Європі та Австралії. У ньому йшлося про двох плейбоїв-мільйонерів, англійця і американця, які боролися зі злочинністю та світовим злом, не забуваючи при цьому приємно проводити час в компанії красунь. Партнером Роджера по знімальному майданчику став Тоні Кертіс. Зйомки у серіалі приносили актору неабиякий прибуток — гонорар за кожну серію становив 1 мільйон фунтів стерлінгів, що зробило Роджера найбільш високооплачуваним актором за всю історію британського телебачення.

### Бондіана
Вперше у фільмах про агента 007 Роджер Мур зіграв у 1973 році у восьмому фільмі «Живи та дай померти». Продюсери проєкту запросили Роджера через те, що Джордж Лейзенбі — актор, який грав Бонда у попередньому фільмі, не виправдав їхніх сподівань, бо до своєї участі у зйомках не знімався у популярних фільмах. Публіка із захопленням сприйняла актора у новому амплуа, що дозволило йому знятися у 7 фільмах загалом, що є абсолютним рекордом. Найбільш схвальні відгуки він отримав за роль у фільмі «Шпигун, який мене кохав», який актор також вважає одним із найбільш вдалих.
Мур знімався у фільмах про британського шпигуна протягом 12-ти років. Найбільш вдалим, з точки зору касових зборів (з урахуванням інфляції), став фільм «Місячний гонщик», який у світовому прокаті зібрав 210 млн $. Після зйомок у фільмі «Вид на вбивство» Роджер іде з проєкту, рідко знімаючись у фільмах.
Про фільм за участю Деніела Крейга («Квант милосердя») Роджер Мур висловлювався критично, називаючи його: «затягнутим і незв'язним рекламним роликом». Йому не сподобалась надмірна жорстокість, проте зауважив, що це відповідає сучасним реаліям:
| Я радий, що я знімався в цих фільмах, але засмучений тим, що все стало таким жорстоким. <…> Але це відповідає часу, цього хочуть глядачі і це підтверджують касові збори.[6] |

### Подальша кінокар'єра

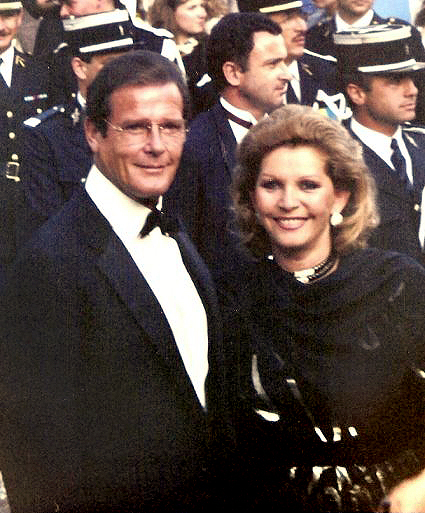
Роджер Мур разом із дружиною на Каннському кінофестивалі

Окрім участі у фільмах про Джеймса Бонда актор знімався у фільмах «Золото» (1974), «Шерлок Холмс у Нью-Йорку» (1977), «Дикі гуси» (1978), «Прокляття рожевої пантери» (1983) та багато інших, проте вони не принесли йому визнання і схвалень.

## Благодійність
У 1983 році, на зйомках в Індії, актор повністю переглянув свої погляди на життя, будучи глибоко враженим бідністю країни. З того часу він серйозно присвятив себе проблемам країн третього світу. Після смерті своєї найкращої подруги Одрі Гепберн, у 1991 році він стає послом доброї волі ЮНІСЕФ.

## Письменницька діяльність
Актор випустив 4 книги мемуарів. У першій — «My Word is My Bond» (англ. Моє Слово — закон) — він пише про свою неприязнь до зброї, що розвинулася ще в підлітковому віці, після того, як приятель випадково вистрілив йому в ногу. Після неї вийшли «Bond on Bond», «Last Man Standing», «A bientot».

## Фільмографія
| Рік       |   | Українська назва                               | Оригінальна назва                              | Роль                         |
| --------- | - | ---------------------------------------------- | ---------------------------------------------- | ---------------------------- |
| 1945      | ф | Досконалі незнайомці                           | англ. Perfect Strangers                        | солдат                       |
| 1945      | ф | Цезар і Клеопатра                              | англ. Caesar and Cleopatra                     | римський солдат              |
| 1946      | ф |                                                | англ. Gaiety George                            | член Аудиторії               |
| 1946      | ф | Інцидент Пікаділлі                             | англ. Piccadilly Incident                      | гість                        |
| 1949      | ф | Тротті Тру                                     | англ. Trottie True                             | Stage Door Johnny            |
| 1951      | ф | One Wild Oat                                   | англ. One Wild Oat                             | епізодична роль              |
| 1953      | с | Robert Montgomery Presents                     | англ. Robert Montgomery Presents               | французький дипломат         |
| 1954      | ф | Останній раз, коли я бачив Париж               | англ. The Last Time I Saw Paris                | Пол                          |
| 1955      | с | Interrupted Melody                             | англ. Interrupted Melody                       | Кирил Лоуренс                |
| 1955      | ф | Король і злодій                                | англ. The King's Thief                         | Джек                         |
| 1956      | ф | Діана                                          | англ. Diane                                    | принц Генрі                  |
| 1956      | с | Ford Star Jubilee                              | англ. Ford Star Jubilee                        | Біллі Мітчелл                |
| 1956      | с | Goodyear Television Playhouse                  | англ. Goodyear Television Playhouse            | Патрік Сіммонс               |
| 1957      | с | Matinee Theater                                | англ. Matinee Theater                          | шотландець/Рандольф Черчілль |
| 1958      | с | Айвенго                                        | англ. Ivanhoe                                  | Айвенго                      |
| 1959      | ф | Третя людина                                   | англ. The Third Man                            | Джиммі Сіммс                 |
| 1959      | с | Альфред Хічкок представляє                     | англ. Alfred Hitchcock Presents                | інспектор Бенсон             |
| 1959      | ф | Чудо                                           | англ. The Miracle                              | Капітан Майкл Стюарт         |
| 1959      | с | The Alaskans                                   | англ. The Alaskans                             | Сілкі Харріс                 |
| 1959      | с | Маверік                                        | англ. Maverick                                 | Бо Маверік                   |
| 1961      | ф | Гріхи Рейчел Кейд                              | англ. The Sins of Rachel Cade                  | Пол Уілтон                   |
| 1961      | ф | Золото семи святих                             | англ. Gold of the Seven Saints                 | Шон Гарретт                  |
| 1961      | с | Ревучі 20-і                                    | англ. The Roaring 20s                          | 14-каратний Джон             |
| 1961      | ф | Викрадення Сабін                               | італ. Il ratto delle sabine                    | Ромул                        |
| 1962      | ф | Нічийна земля                                  | англ. No Man's Land                            | Енцо Праті                   |
| 1962—1968 | с | Святий (серіал)                                | англ. The Saint                                | Симон Темплар                |
| 1969      | ф | Кроссплот                                      | англ. Crossplot                                | Гері Фенн                    |
| 1970      | ф | Людина, яка ловила саму себе                   | англ. The Man Who Haunted Himself              | Гарольд Пелгем               |
| 1971—1972 | с | Майстри умовлянь!                              | англ. The Persuaders!                          | Лорд Бретт Сінклер           |
| 1973      | ф | Живи та дай померти                            | англ. Live And Let Die                         | Джеймс Бонд                  |
| 1974      | ф | Золото                                         | англ. Gold                                     | Род Слейтер                  |
| 1974      | ф | Чоловік із золотим пістолетом                  | англ. The Man with the Golden Gun              | Джеймс Бонд                  |
| 1975      | ф | Цей щасливий дотик                             | англ. That Lucky Touch                         | Майкл Скотт                  |
| 1976      | ф | Люди вулиці                                    | англ. Street People                            | Гарольд Пелгем               |
| 1976      | ф | Крик в диявола                                 | англ. Shout at the Devil                       | Себастьян Олдсміт            |
| 1976      | ф | Шерлок Холмс у Нью-Йорку                       | англ. Sherlock Holmes in New York              | Шерлок Холмс                 |
| 1977      | ф | Шпигун, який мене кохав                        | англ. The Spy Who Loved Me                     | Джеймс Бонд                  |
| 1978      | ф | Дикі гуси                                      | англ. The Wild Geese                           | Лейтенант Шон Фінн           |
| 1979      | ф | Втеча до Афіни                                 | англ. Escape to Athena                         | Майор Отто Гект              |
| 1979      | ф | Місячний гонщик                                | англ. Moonraker                                | Джеймс Бонд                  |
| 1980      | ф | Захоплення в Північному морі                   | англ. North Sea Hijack                         | Руфус Екскалібур             |
| 1980      | ф | Морські вовки                                  | англ. The Sea Wolves                           | Капітан Гевін Стюарт         |
| 1980      | ф | Недільні коханці                               | англ. Sunday Lovers                            | Гаррі Ліндон                 |
| 1981      | ф | Перегони «Гарматне ядро»                       | англ. The Cannonball Run                       | Сеймор Голдферб молодший     |
| 1981      | ф | Тільки для ваших очей                          | англ. For Your Eyes Only                       | Джеймс Бонд                  |
| 1983      | ф | Восьминіжка                                    | англ. Octopussy                                | Джеймс Бонд                  |
| 1983      | ф | Прокляття рожевої пантери                      | англ. Curse of the Pink Panther                | Головний інспектор Жак Клузо |
| 1984      | ф | Лице без маски                                 | англ. The Naked Face                           | Др. Джадд Стівенс            |
| 1985      | ф | Вид на вбивство                                | англ. A View to a Kill                         | Джеймс Бонд                  |
| 1989      | ф | Вогонь, лід і динаміт                          | нім. Feuer, Eis und Dynamit                    | Сер Джордж Віндзор           |
| 1990      | ф | У яблучко!                                     | англ. Bullseye!                                | Сер Джон Бівісток            |
| 1992      | ф | Кімната зі сніданком                           | англ. Bed & Breakfast                          | Адам                         |
| 1995      | ф | Людина, яка відмовлялася помирати              | англ. The Man Who Wouldn't Die                 | Томас Грейс                  |
| 1996      | ф | У пошуках пригод                               | англ. The Quest                                | Лорд Едгар Доббс             |
| 1997      | ф | Святий Святий                                  | англ. The Saint                                | Голос по радіо               |
| 1997      | ф | Spice World                                    | англ. Spice World                              | шеф                          |
| 1999      | ф | Команда мрії                                   | англ. The Dream Team                           | Десмонд Хіз                  |
| 2000      | ф | Секретні матеріали КГБ: викрадення прибульцями | англ. The Secret KGB UFO Abduction Files       | самого себе                  |
| 2001      | ф | Ворог                                          | англ. The Enemy                                | Роберт Огілві                |
| 2002—2002 | с | Шпигунка                                       | англ. Alias                                    | Edward Poole                 |
| 2002      | ф | Морська пригода                                | англ. Boat Trip                                | Ллойд Фавершам               |
| 2004      | ф | Метелик, який мене любив                       | англ. The Fly Who Loved Me                     | дід Мороз                    |
| 2010      | ф | Кішки проти собак: Помста Кітті Галор          | англ. Cats & Dogs: The Revenge of Kitty Galore | Теб Лазенбі                  |
| 2011      | ф | Принцеса на Різдво                             | англ. A Princess for Christmas                 | Едуард, герцог Кастлбері     |

## Нагороди
У 2003 році актор отримав звання «Лицаря Британської імперії» за «величезний внесок у благодійність». А 11 жовтня 2007 Роджер Мур отримав іменну зірку на Алеї Слави.
- Золотий глобус (1980)

## Особисте життя
У 1946 році актор одружився з актрисою Доорн ван Стейн, проте вже у 1953 році кинув її заради співачки Дороті Сквайрс, яка була старшою за нього. У 1961 році Роджер вирішив піти від своєї дружини, проте розлучення він отримав лише у 1969, одразу ж одружившись з італійською актрисою Луїзою Маттіолі. У цьому шлюбі у Мура з'явилось троє дітей. У 1993 році актор знову розійшовся зі своєю дружиною, а вже у 2002 році живе разом із мільйонеркою Крістіною Толстрап.

## Смерть і поховання
Помер 23 травня 2017 року у Швейцарії внаслідок онкологічного захворювання.
Згідно з заповітом, похований у Монако.